# Mariä Himmelfahrt (Söhre)

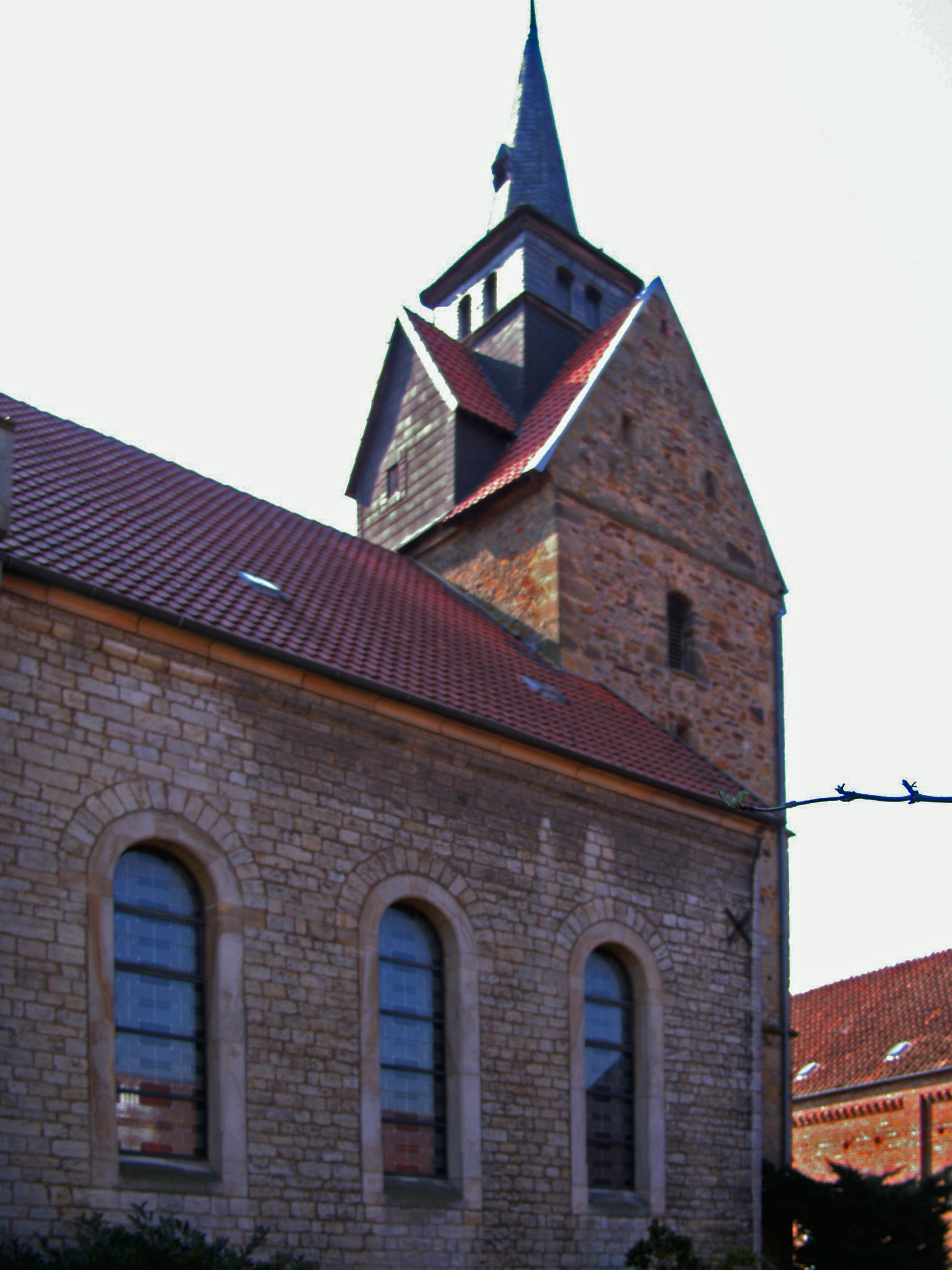
Teilansicht mit Kirchturm

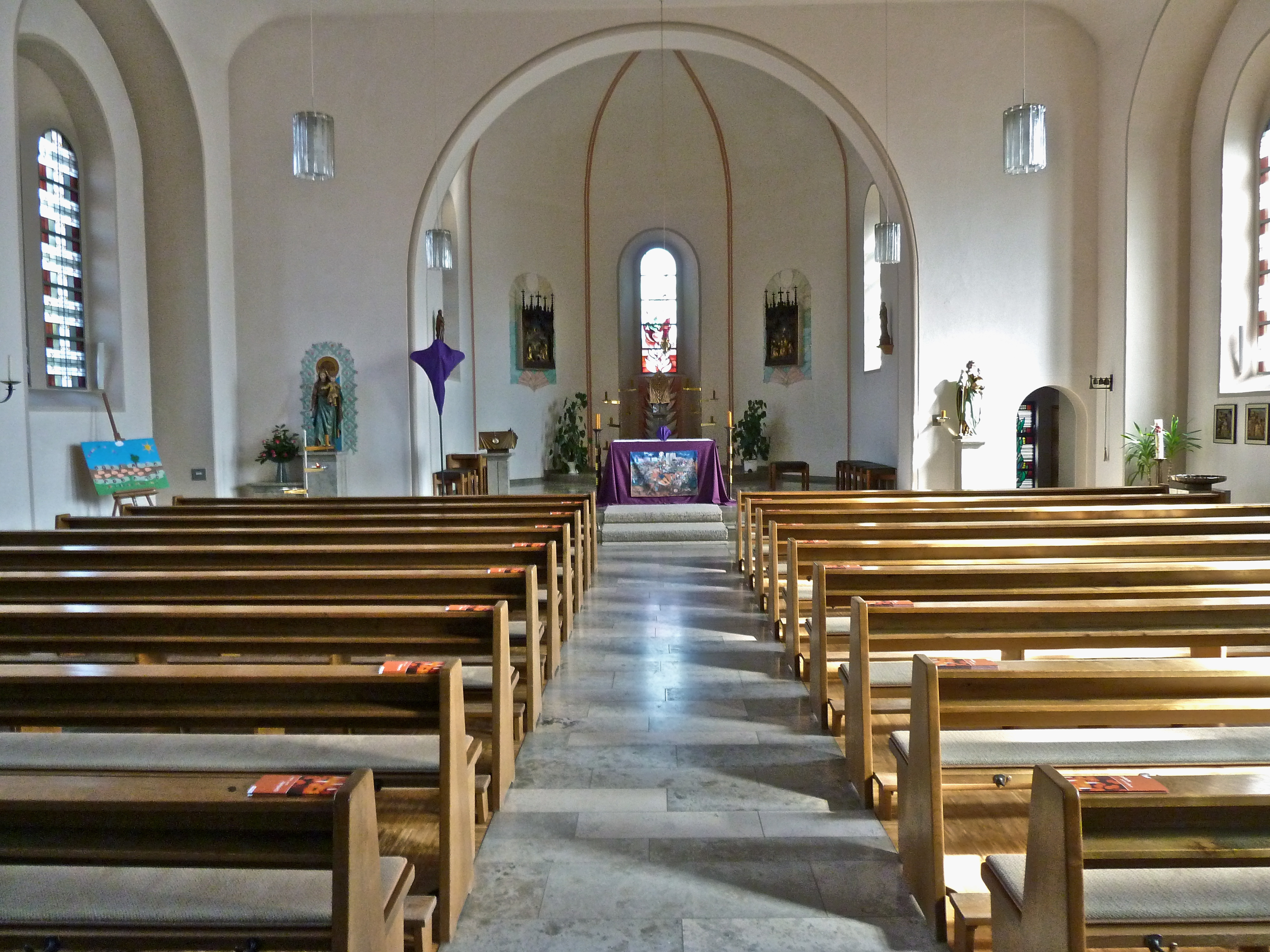
Innenraum

Mariä Himmelfahrt ist die katholische Pfarrkirche in Söhre, einem Ortsteil der Gemeinde Diekholzen im Landkreis Hildesheim in Niedersachsen. Die nach dem Marienfest Mariä Aufnahme in den Himmel benannte Kirche befindet sich an der Straße Vor den Hütten 1, ihre gleichnamige Pfarrgemeinde gehört zum Dekanat Alfeld-Detfurth des Bistums Hildesheim.

## Geschichte
Da die Vorgängerkirche baufällig und ab Mitte des 19. Jahrhunderts auch zu klein für die angewachsene Bevölkerung von Söhre geworden war, wurde 1877, unter Einbeziehung des um 1400 erbauten bisherigen Kirchturmes, die heutige Kirche errichtet. Am 19. November 1877 erfolgte ihre Konsekration durch Bischof Daniel Wilhelm Sommerwerck. Nebenpatron wurde der heilige Josef.
1977/78 wurde die in rund 103 Meter Höhe über dem Meeresspiegel gelegene Kirche renoviert, und am  21. Oktober 1978 durch Bischof Heinrich Maria Janssen ein neu eingerichteter Hauptaltar konsekriert. In ihn wurden Reliquien der heiligen Märtyrer Cantius, Cantianus und Cantianilla, des hl. Bischofs und Märtyrers Oliver und des hl. Bischofs Bernward eingelassen.
Seit dem 1. Dezember 2002 gehört die Kirche zum damals neu gegründeten Dekanat Alfeld-Detfurth, zuvor gehörte sie zum Dekanat Bockenem-Detfurth. Seit dem 1. November 2006 gehören zur Pfarrgemeinde „Mariä Himmelfahrt“ auch die Kirchen „St. Jakobus der Ältere“ in Diekholzen und „St. Nikolaus“ in Egenstedt als Filialkirchen, deren Pfarrgemeinden wurden in diesem Zusammenhang aufgehoben. Auch die Kirche „Heilig Geist“ der Heimstatt Röderhof und die Kapelle „St. Antonius“ auf dem Grundstück der ehemaligen Jugendbegegnungsstätte Röderhof gehören seit dem zur Pfarrgemeinde „Mariä Himmelfahrt“, zuvor gehörten sie zur Pfarrgemeinde „St. Nikolaus“ in Egenstedt.

## Weitere katholische Einrichtungen im Einzugsgebiet der Kirche
- Kindertagesstätte „St. Marien“ (Hinter dem Dorfe 4/6A, 1993 eröffnet)
- Pfarrheim (Hermann-Löns-Straße 14, 1978 erbaut)